# Схап, Джонни
Кунрадюс Йоханнес (Джонни) Схап (нидерл. Koenradus Johannes "Johnny" Schaap; родился 1 января 1940 года, Амстердам), также известный как Джон Схап (нидерл. John Schaap)  — нидерландский футболист, игравший на позициях защитника и полузащитника, впоследствии футбольный судья. Выступал за команды «Аякс», СХС, «Алкмар ’54», и «Де Волевейккерс».

## Спортивная карьера
Джонни Схап является воспитанником «Аякса», в системе которого он появился в возрасте 10 лет. Летом 1960 года Схап подписал с «Аяксом» контракт. В сезоне 1960/61 он провёл всего один матч в составе «красно-белых». Джонни дебютировал 4 июня 1961 года в гостевом матче против клуба МВВ, заменив на 10-й минуте травмированного Бенни Мюллера. Встреча завершилась крупной победой амстердамцев со счётом 1:5.
Летом 1961 года Джонни был выставлен клубом на трансфер и вскоре он перебрался в СХС из Ден Хага. Клуб также пополнился ещё двумя игроками «Аякса» — Франсом и Андерисеном, последний из них был близок к переходу в «Де Графсхап». Схап хорошо сыграл в своём первом сезоне за СХС, но у него возникли разногласия с австрийским тренером Людвигом Вегом, после чего он был отдан в аренду «Алкмару '54». Спустя сезон вернулся в клуб.
В составе СХС Джонни отыграл два сезона в первом дивизионе, после чего перешёл в клуб «Де Волевейккерс. Сумма трансфера составила 8 тысяч гульденов. В марте 1966 года сообщалось, что Схапу может быть сделана операция на колене, после которой он, возможно, больше не сможет играть в футбол. Врач Ханс Тетзнер также посоветовал Схапу закончить с футболом. В конце марта в возрасте 26 лет Джон дебютировал в качестве футбольного судьи.

## Личная жизнь
Отец — Кунрадюс Йоханнес Схап, мать — Анна Мария Клейн. Родители были родом из Амстердама, они поженились в 1936 году. В их семье было ещё трое детей: дочь и два сына.
Женился в возрасте 23 лет — его супругой стала 23-летняя Элис Анна Мария Рис. Их брак был зарегистрирован 22 марта 1963 года. В том же году родился сын Джони, который стал профессиональным теннисистом. В 1960-х года Схап рекламировал одежду в качестве модели.